# Regina Saldivar
Regina Saldivar (* 29. August 1985 in El Paso, Texas) ist eine US-amerikanische Schauspielerin.

## Werdegang
Regina Saldivar stammt aus Texas und ist seit 2010 als Schauspielerin aktiv. Ihre Auftritte umfassen neben Gastrollen, etwa in Brothers & Sisters, Criminal Minds, Hand of God oder Chicago Fire, auch eine Vielzahl an Auftritten in Kurzfilmen und Videos, sowohl englischen als auch spanischen Ursprungs. Für letzteres kommt ihr zugute, dass sie die Sprache fließend spricht.
2017 spielte sie eine Nebenrolle als Partier in dem Film The Circle. Sie ernährt sich vegan.

## Filmografie (Auswahl)
- 2010: Brothers & Sisters (Fernsehserie, Episode 5x08)
- 2010: Apomixis (Kurzfilm)
- 2011: The Magical Miss Missy (Fernsehserie, 2 Episoden)
- 2011: Subject 7 (Kurzfilm)
- 2011: Casual: The Series (Fernsehserie, 4 Episoden)
- 2011: Grace (Kurzfilm)
- 2012: Obscurity (Fernsehserie, 4 Episoden)
- 2012: Captain Planet (Kurzfilm)
- 2012: Criminal Minds (Fernsehserie, Episode 8x04)
- 2012: The Flip Side (Fernsehserie, Episode 1x02)
- 2013: Facebook Stalking (Kurzfilm)
- 2014: Personal Day (Kurzfilm)
- 2015: Græy Area (Fernsehserie, Episode 1x01)
- 2015: Hand of God (Fernsehserie, 2 Episoden)
- 2015: Chicago  (Fernsehserie, Episode 4x01)
- 2016: Reich und Schön (The Bold and the Beautiful, Fernsehserie, eine Episode)
- 2017: The Circle
- 2017–2019: Escape the Night (Fernsehserie, 3 Episoden)
- 2018: Starfish
- 2020: Unsubscribe (Fernsehserie, Episode 1x01)
- 2021: Delicate State
- 2022: Pam & Tommy (Miniserie, Episode 1x04)